# Michael Green (physicien)
Michael Boris Green, né le 22 mai 1946, est un physicien et mathématicien reconnu pour être l'un des pionniers de la théorie des cordes. Succédant à Stephen Hawking, il occupe la chaire de professeur lucasien de mathématiques de l'université de Cambridge du 1er novembre 2009 au 1er juillet 2015.

## Biographie
Il nait à Londres de l'union d'Absalom et Genia Green et suit les cours de la William Ellis School (en) puis du Churchill College. C'est dans ce dernier qu'il obtient son BA en physique théorique (1967) et son PhD en physique des particules (1970). Il partage son postdoctorat entre les universités de Princeton, Cambridge et Oxford. De 1978 à 1993 il enseigne en tant que professeur au Collège Queen Mary (en) et devient ensuite professeur de physique théorique à Cambridge.

## Apports scientifiques
Avec John Henry Schwarz, il démontre l'absence d'anomalie dans la théorie des cordes de type I en 1984. Nommés mécanisme de Green-Schwarz (en), ces travaux déclenchent la première révolution des cordes. Ses travaux sur les conditions aux limites de Dirichlet ont mené à la découverte des D-branes.

## Récompenses
- 1989 : Prix Dirac
- 2002 : Prix Dannie Heineman pour la physique mathématique